# Nordstromia japonica
Nordstromia japonica is een vlinder uit de familie van de eenstaartjes (Drepanidae). De wetenschappelijke naam van de soort werd gepubliceerd in 1877 door Moore.